# Al-Humajrat
Al-Humajrat (arab. الحميرات) – wieś w Syrii, w muhafazie Hama. W 2004 roku liczyła 658 mieszkańców.